# Shaun the Sheep
Shaun the Sheep (Brasil: Shaun, o Carneiro / Portugal: A Ovelha Choné), é uma série de televisão infantil alemã–britânica de stop-motion de massinha produzida pela Aardman Animations em parceria do canal infantil CBBC. É um spin-off da franquia Wallace e Gromit estrelada por Shaun do curta Tosa Completa. A série também inspirou seu próprio spin-off intitulado Timmy e Seus Amigos, direcionado para o público mais pré-escolar. Atualmente o show é transmitido em mais de 180 países ao redor do mundo.
A série é transmitida no Brasil pela TV Cultura e já foi exibida também pelo canal pago Jetix (atual Disney XD) dentro do programa Os Curtinhas do Dudinha Curtinha, em Portugal nas emissoras Canal Panda, RTP 2 (Zig Zag), RTP Açores, Nickelodeon e também no Disney Channel.
Em 6 de fevereiro de 2015 foi lançado no Reino Unido Shaun the Sheep Movie.
Em 18 de outubro 2019 foi lançado no Reino Unido A Shaun the Sheep Movie: Farmageddon.

## Sinopse
A série gira em torno de Shaun, uma ovelha com inteligência humana bastante criativa que vive numa fazenda(pt-BR) ou quinta(pt-PT?) de classe baixa chamada “Mossy Bottom”, onde ele é o líder do rebanho. A cada episódio o protagonista sempre tenta resolver um problema com a ajuda de seus amigos (como o cachorro Bitzer) antes mesmo de eles serem descobertos pelo fazendeiro(pt-BR) ou agricultor(pt-PT?).
Os episódios levam uma combinação de comédia pastelão e silenciosa, não havendo diálogos até mesmo por personagens humanos. Desta forma, ele lembra-se de antigos filmes de comédia silenciosas. No entanto é demonstrado grunhidos, balidas ou suspiros para distinguir cada expressão de humor dos personagens.

## Personagens
- Shaun(pt-BR) ou Choné(pt-PT?), o protagonista da série e líder do rebanho. Ele é um carneiro(pt-BR) ou ovelha(pt-PT?) inteligente e mantém sua cabeça. Ele tem uma boa amizade com Bitzer.

- Bitzer é o cão pastor do rebanho e um bom amigo para Shaun. Bitzer faz o que pode para manter Shaun e os amigos fora de problemas.

- Shirley, uma carneira gorda e muito gulosa, capaz de comer qualquer coisa. Ela é tão grande que muitas vezes fica presa e precisa de outras ovelhas para empurrar, puxar ou mesmo lançá-la para fora de problemas, mesmo usando um equipamento pesado às vezes. 
No começo imaginava-se que fosse macho, mas de acordo com o episódio O Ronco de Shirley (onde o nome dela é revelado no título), sugere que o animal seja fêmea.

- Timmy é um bebê cordeiro e o mais novo do rebanho. Ele pode ser o bebê do rebanho, mas está muitas vezes no centro dos acontecimentos de um episódio. Felizmente a mãe dele está sempre lá para mantê-lo seguro. Ele também aparece como a estrela principal do spin-off Timmy e Seus Amigos.

- Mãe de Timmy, uma carneira com bobes no cabelo, sendo um pouco descuidada com relação aos deveres maternos, quando por exemplo usou Timmy como uma espécie de pincel. Mas quando o filho dela se perde, ela fica inconsolável, até que ele é trazido em segurança de volta a seus cuidados. Ela também tem parentesco com Shaun. E ainda não se tem informações suficientes para saber quem ou qual dos carneiros é o pai do Timmy.

- O Fazendeiro(pt-BR) ou Agricultor(pt-PT?) é um homem ruivo com calvície que dirige a fazenda(pt-BR) ou quinta(pt-PT?) com Bitzer ao seu lado. Ele é completamente alheio à inteligência de seu rebanho. Ele é muito desastrado e sempre que tenta fazer alguma coisa acaba se saindo mal.
 Seu nome real ainda é um mistério.

- Os Porcos são os principais antagonistas da série. Eles estão sempre tentando contrariar os carneiros e levá-los em apuros. Eles, no entanto, possuem medo de Bitzer, que os coloca na linha. Eles são agressivos para Shaun e o rebanho dele.

- Pidsley é o gato amarelo do fazendeiro. Ele tem ciúmes de Bitzer e não gosta dos carneiros(pt-BR) ou ovelhas(pt-PT?).

## Curiosidades
- Shaun é visto pela primeira vez em Wallace e Gromit, no episódio A Close Shave.
- As palavras que podem ser vistas na série estão escritas totalmente ao contrário. Por exemplo, SOAPY, que pode ser visto em um episódio em que as ovelhas quebram a lavadora do fazendeiro, na caixa de sabão; e K9 PETS, em um episódio que o cão pastor sofre de dor de dente, quando o fazendeiro abre uma lista telefônica para achar uma clínica veterinária.
- O personagem da série Timmy ganhou uma série solo chamada Timmy e seus amigos como os Pinguins do filme Madagascar.
- Em 2016, a Nintendo lançou uma DLC com roupa de Shaun para Super Mario Maker.